# Lucius Volusius Maecianus
Lucius Volusius Maecianus (?–175) római jogász.
Antoninus Pius korában élt, Marcus Aureliust jogtudományra oktatta. Katonák ölték meg. Neve igen gyakran előfordul a jogtudományi munkákban, ő maga is igen sok könyvet írt, amelyek csaknem mind elvesztek. Csupán egyetlen rövid értekezése maradt fenn De asse et eius partibus címen.